# John Horton Conway
John Horton Conway (Liverpool, 26 de diciembre de 1937-Princeton, Nueva Jersey, 11 de abril de 2020) fue un prolífico matemático británico, especialista en la teoría de grupos (teoría de grupos finitos), teoría de nudos, teoría de números, teoría de juegos y teoría de códigos.
Nacido y criado en Liverpool, Conway pasó la primera mitad de su carrera en la Universidad de Cambridge antes de mudarse a los Estados Unidos, donde ocupó la cátedra John von Neumann en la Universidad de Princeton durante el resto de su carrera. El 11 de abril de 2020, a los 82 años, murió de complicaciones por COVID-19.

## Biografía
Conway nació el 26 de diciembre de 1937 en Liverpool, hijo de Cyril Horton Conway y Agnes Boyce. Se interesó por las matemáticas a una edad muy temprana. Cuando tenía 11 años, su ambición era convertirse en matemático. Después de dejar el sexto curso, estudió matemáticas en el Gonville and Caius College de Cambridge. Un "adolescente terriblemente introvertido" en la escuela, tomó su admisión a Cambridge como una oportunidad para transformarse en un extrovertido, un cambio que más tarde le valió el apodo de "el matemático más carismático del mundo".
Conway obtuvo una licenciatura en 1959 y bajo la supervisión de Harold Davenport, comenzó a realizar investigaciones en teoría de números. Habiendo resuelto el problema abierto planteado por Davenport sobre la escritura de números como sumas de quintas potencias, Conway comenzó a interesarse por los ordinales infinitos. Parece que su interés por los juegos comenzó durante sus años de estudio en el Cambridge Mathematical Tripos, donde se convirtió en un ávido jugador de backgammon, pasando horas jugando en la sala comunal. Obtuvo su doctorado en 1964 y fue nombrado miembro universitario y profesor de matemáticas en el Sidney Sussex College de Cambridge. Después de dejar Cambridge en 1986, asumió el cargo de presidente de la cátedra de matemáticas John von Neumann en la Universidad de Princeton.

## El juego de la vida de Conway

Un cañón de Gosper creando "gliders" en el juego de la vida de Conway

Conway fue especialmente conocido por la invención del Juego de la vida, uno de los primeros ejemplos de autómata celular. Sus experimentos iniciales en ese campo se realizaron con lápiz y papel, mucho antes de que existieran las computadoras personales.
Desde que Martin Gardner introdujo el juego en Scientific American en 1970, ha generado cientos de programas de computadora, sitios web y artículos. Es un elemento básico de las matemáticas recreativas. Hay una extensa wiki dedicada a curar y catalogar los diversos aspectos del juego. Desde los primeros días, ha sido un favorito en los laboratorios de computación, tanto por su interés teórico como por un ejercicio práctico de programación y visualización de datos. Conway solía odiar el Juego de la vida, en gran parte porque había llegado a eclipsar algunas de las otras cosas más profundas e importantes que había hecho. Sin embargo, el juego ayudó a lanzar una nueva rama de las matemáticas, el campo de los autómatas celulares.
Se sabe que el juego de la vida es Turing completo.

## Conway y Martin Gardner
La carrera de Conway se entrelazó con la del divulgador de las matemáticas y columnista de Scientific American Martin Gardner. Cuando Gardner incluyó Game of Life de Conway en su columna Mathematical Games en octubre de 1970, se convirtió en la más leída de todas sus columnas y convirtió a Conway en una celebridad instantánea. Gardner y Conway habían mantenido correspondencia por primera vez a fines de la década de 1950 y, a lo largo de los años, Gardner había escrito con frecuencia sobre aspectos recreativos del trabajo de Conway. Por ejemplo, habló sobre el juego de Brotes de Conway (julio de 1967), el Hackenbush (enero de 1972) y su problema del ángel (febrero de 1974). En la columna de septiembre de 1976, revisó el libro de Conway On Numbers and Games e incluso logró explicar los números surreales de Conway.
Conway fue un miembro destacado de  Mathematical Grapevine de Martin Gardner. Visitaba regularmente a Gardner y le escribía largas cartas resumiendo su investigación recreativa. En una visita de 1976, Gardner lo retuvo durante una semana, presionándolo en busca de información sobre las teselaciones de Penrose que acababan de anunciarse. Conway había descubierto muchas (si no la mayoría) de las principales propiedades de los mosaicos. Gardner usó estos resultados cuando presentó al mundo los mosaicos de Penrose en su columna de enero de 1977. La portada de ese número de Scientific American presenta los mosaicos de Penrose y está basada en un boceto de Conway.
Las conferencias llamadas Gathering 4 Gardner se llevan a cabo cada dos años para celebrar el legado de Martin Gardner, y el propio Conway fue a menudo un orador destacado en estos eventos, discutiendo varios aspectos de las matemáticas recreativas.

## Principales áreas de investigación

### Teoría de juegos combinatorios
Conway era ampliamente conocido por sus contribuciones a la teoría de juegos combinatorios (CGT), una teoría de los juegos partisanos. Esto lo desarrolló con Elwyn Berlekamp y Richard Guy, y con ellos también fue coautor del libro Winning Ways for your Mathematical Plays. También escribió el libro On Numbers and Games (ONAG) que establece los fundamentos matemáticos de la teoría de juegos combinatorios.
También fue uno de los inventores del juego de los brotes, así como del Phutball. Desarrolló análisis detallados de muchos otros juegos y acertijos, como el cubo Soma, el solitario de clavijas y los soldados de Conway. Se le ocurrió el problema del ángel, que se resolvió en 2006.
Inventó un nuevo sistema de números, los números surreales, que están estrechamente relacionados con ciertos juegos y han sido objeto de una novela matemática de Donald Knuth. También inventó una nomenclatura para números extremadamente grandes, la notación de flechas encadenadas de Conway. Mucho de esto se discute en la parte 0 de On Numbers and Games.

### Geometría
A mediados de la década de 1960 con Michael Guy, Conway estableció que hay sesenta y cuatro policoras uniformes convexas que excluyen dos conjuntos infinitos de formas prismáticas. Ellos descubrieron el gran antiprisma en el proceso, la única construcción no-Wythoffian uniforme. Conway también ha sugerido un sistema de notación dedicado a describir poliedros llamado notación de poliedros de Conway.
En la teoría de las teselaciones, ideó el criterio de Conway, que es una forma rápida de identificar muchos prototipos que enlosan el plano.
Investigó celosías en dimensiones más altas y fue el primero en determinar el grupo de simetría de la celosía Leech.

### Topología geométrica
En la teoría de nudos, Conway formuló una nueva variación del polinomio de Alexander y produjo un nuevo invariante que ahora se llama polinomio de Conway. Después de permanecer inactivo durante más de una década, este concepto se volvió fundamental para trabajar en la década de 1980 en los novedosos polinomios de nudos. Conway desarrolló aún más la teoría de nudos e inventó un sistema de notación para tabular nudos, hoy en día conocido como notación de Conway, mientras corrigió una serie de errores en las tablas de nudos del siglo XIX y los extendió para incluir todos menos cuatro de los no alternados primos con 11 cruces. En la teoría de nudos, el nudo de Conway lleva su nombre.

### Teoría de grupos
| Ejemplos de dodecágonos según su simetría | Ejemplos de dodecágonos según su simetría | Ejemplos de dodecágonos según su simetría | Ejemplos de dodecágonos según su simetría | Ejemplos de dodecágonos según su simetría | Ejemplos de dodecágonos según su simetría | Ejemplos de dodecágonos según su simetría |
| r24 | r24                                       | r24                                       | r24                                       | r24                                       | r24                                       | r24                                       |
| d12 | g12                                       | p12                                       |                                           | i8                                        | i8                                        | i8                                        |
| d6 | g6                                        | p6                                        | d4                                        | g4                                        | p4                                        |                                           |
| g3 | g3                                        | g3                                        | d2                                        | g2                                        | p2                                        |                                           |
| a1 | a1                                        | a1                                        | a1                                        | a1                                        | a1                                        | a1                                        |
| --- | ----------------------------------------- | ----------------------------------------- | ----------------------------------------- | ----------------------------------------- | ----------------------------------------- | ----------------------------------------- |
| Conway clasificó estas simetrías usando una letra y el orden de la simetría a continuación. Asignó la letra r al grupo de simetría de la figura regular; y en el caso de los subgrupos utilizó la letra d (de diagonal) para las figuras con ejes de simetría solo a través de sus vértices; p para figuras con ejes de simetría solo a través de ejes perpendiculares a sus lados; i para figuras con ejes de simetría tanto a través de vértices como a través de centros de lados; y g para aquellas figuras solo con simetría rotacional. Con a1 se etiquetan aquellas figuras con ausencia de simetría. Los tipos de simetrías más bajos permiten disponer de uno o más grados de libertad para definir distintas figuras irregulares. Solo el subgrupo g12 no tiene grados de libertad, pero puede verse como un grafo dirigido |                                           |                                           |                                           |                                           |                                           |                                           |

Fue el autor principal del Atlas de grupos finitos que proporciona propiedades de muchos grupos simples finitos. Trabajando con sus colegas Robert Curtis y Simon P. Norton construyó las primeras representaciones concretas de algunos de los grupos esporádicos. Más específicamente, descubrió tres grupos esporádicos basados en la simetría de la celosía Leech, que han sido designados como grupos de Conway. Este trabajo lo convirtió en un actor clave en la clasificación exitosa de los grupos finitos simples.
Con base en una observación de 1978 del matemático John McKay, Conway y Norton formularon el complejo de conjeturas conocido como Monstrous moonshine. Esta asignatura, nombrada por Conway, relaciona el grupo monstruo con las funciones modulares elípticas, uniendo así dos áreas previamente distintas de las matemáticas: los grupos finitos y la teoría de funciones complejas. Ahora se ha revelado que el Monstrous moonshine también tiene conexiones profundas con la teoría de cuerdas.
Conway introdujo el grupoide Mathieu, una extensión del grupo Mathieu M12 a 13 puntos.

### Teoría de números
Como estudiante de posgrado, demostró un caso de una conjetura de Edward Waring, que cada entero podría escribirse como la suma de 37 números cada uno elevado a la quinta potencia, aunque Chen Jingrun resolvió el problema de forma independiente antes de que el trabajo de Conway pudiera ser publicado.

### Álgebra
Conway ha escrito libros de texto y ha realizado trabajos originales en álgebra, concentrándose particularmente en cuaterniones y octoniones. Junto con Neil Sloane, inventó los icosianos.

### Análisis
Inventó una función en base 13 como contraejemplo de la inversa del teorema del valor intermedio: la función toma todos los valores reales en cada intervalo de la línea real, por lo que tiene una propiedad de Darboux pero no es continua.

### Algoritmos
Para calcular el día de la semana, inventó el algoritmo Doomsday. El algoritmo es lo suficientemente simple para que cualquier persona con capacidad aritmética básica pueda hacer los cálculos mentalmente. Conway normalmente podía dar la respuesta correcta en menos de dos segundos. Para mejorar su velocidad, practicó sus cálculos de calendario en su computadora, que estaba programada para hacerle preguntas con fechas aleatorias cada vez que se conectaba. Uno de sus primeros libros fue sobre máquinas de estados finitos.

### Física teórica
En 2004, Conway y Simon B. Kochen, otro matemático de Princeton, demostraron el teorema del libre albedrío, una refutación sorprendente de la teoría de variables ocultas de la mecánica cuántica. Afirma que, dadas ciertas condiciones, si un experimentador puede decidir libremente qué cantidades medir en un experimento en particular, entonces las partículas elementales deben tener libertad para elegir sus espines para que las mediciones sean consistentes con la ley física. En la provocativa redacción de Conway: "si los experimentadores tienen libre albedrío, también lo tienen las partículas elementales".

## Premios y distinciones
Conway recibió el Premio Berwick (1971), fue elegido miembro de la Royal Society (1981), se convirtió en miembro de la Academia Estadounidense de Artes y Ciencias en 1992, fue el primer receptor del Premio Pólya (LMS), ganó el Premio Nemmers en Matemáticas (1998) y recibió el Premio Leroy Steele de Exposición Matemática (2000) de la American Mathematical Society. En 2001 se le otorgó un título honorario de la Universidad de Liverpool, y en 2014 uno de la Universidad Alexandru Ioan Cuza de Iași.
Su nominación a FRS, en 1981, dice:

Un matemático versátil que combina una profunda visión combinatoria con virtuosismo algebraico, particularmente en la construcción y manipulación de estructuras algebraicas "fuera de ritmo" que iluminan una amplia variedad de problemas de formas completamente inesperadas. Ha realizado destacadas contribuciones a la teoría de grupos finitos, a la teoría de los nudos, a la lógica matemática (tanto la teoría de conjuntos como la teoría de los autómatas) y la teoría de los juegos (como también a su práctica).

En 2017, Conway recibió la membresía honoraria de la Asociación Matemática Británica.

## Muerte
El 8 de abril de 2020, Conway desarrolló síntomas de COVID-19. El 11 de abril, murió en Nuevo Brunswick, Nueva Jersey a la edad de 82 años.

## Libros y publicaciones
- 1971 – Regular algebra and finite machines. Chapman and Hall, London, 1971, Series: Chapman and Hall mathematics series.
- 1976 – On numbers and games. Academic Press, New York, 1976, Series: L.M.S. monographs, 6.
- 1979 – On the Distribution of Values of Angles Determined by Coplanar Points (con Paul Erdős, Michael Guy, y H. T. Croft). Journal of the London Mathematical Society, vol. II, series 19, pp. 137–143.
- 1979 – Monstrous Moonshine (con Simon P. Norton).[55] Bulletin of the London Mathematical Society, vol. 11, issue 2, pp. 308–339.
- 1982 – Winning Ways for your Mathematical Plays (con Richard K. Guy y Elwyn Berlekamp). Academic Press.
- 1985 – Atlas of finite groups (con Robert Turner Curtis, Simon Phillips Norton, Richard A. Parker, y Robert Arnott Wilson). Clarendon Press, New York, Oxford University Press, 1985.
- 1988 – Sphere Packings, Lattices, and Groups[56] (con Neil Sloane). Springer-Verlag, New York, Series: Grundlehren der mathematischen Wissenschaften, 290.
- 1995 – Minimal-Energy Clusters of Hard Spheres (con Neil Sloane, R. H. Hardin, and Tom Duff). Discrete & Computational Geometry, vol. 14, no. 3, pp. 237–259.
- 1996 – The Book of Numbers (con Richard K. Guy). Copernicus, New York, 1996.
- 1997 – The Sensual (quadratic) Form (con Francis Yein Chei Fung). Mathematical Association of America, Washington D. C., 1997, Series: Carus mathematical monographs, no. 26.
- 2002 – On Quaternions and Octonions (con Derek A. Smith). A. K. Peters, Natick, MA, 2002.
- 2008 – The Symmetries of Things (con Heidi Burgiel y Chaim Goodman-Strauss). A. K. Peters, Wellesley, MA, 2008.